# لويس هنريكي (لاعب كرة قدم مواليد 1998)
لويس هنريكي (بالبرتغالية: Luís Henrique Farinhas Taffner‏) (17 مارس 1998 في البرازيل - ) هو لاعب كرة قدم برازيلي في مركز الهجوم. شارك مع منتخب البرازيل تحت 17 سنة لكرة القدم. أما مع النوادي، فقد لعب مع بوتافوغو ريغاتاس ونادي فلامنغو.

## وصلات خارجية
- لويس هنريكي على موقع رابطة كرة القدم اليابانية للمحترفين (اليابانية)
- لويس هنريكي على موقع Soccerway.com (الإنجليزية)
- لويس هنريكي على موقع عالم كرة القدم.نت (الإنجليزية)